# Dan spomena na hrvatske žrtve u borbi za slobodu i nezavisnost
Dan spomena na hrvatske žrtve u borbi za slobodu i nezavisnost spomendan je u Republici Hrvatskoj kojim se obilježava sjećanje na hrvatske žrtve u borbi za slobodu i nezavisnost. Ustanovljen je 1996. godine i obilježava se u subotu ili nedjelju najbližu 15. svibnju.

## Obilježavanje
Godišnja komemoracija održava se na Bleiburškom polju u Austriji, te na nekoliko mjesta u Hrvatskoj, pod pokroviteljstvom Hrvatskog sabora. Od 2003. do 2020. godine euharistijsko slavlje na Bleiburškom polju predvodili su hrvatski biskupi. Središnje euharistijsko slavlje 2020. godine predvodio je u sarajevskoj katedrali kardinal Vinko Puljić, a 2021. godine u Crkvi hrvatskih mučenika na Udbini biskup gospićko-senjski Zdenko Križić.

## Kontroverze
Prema hrvatskom povjesničaru Hrvoju Klasiću, ovaj se spomendan u Hrvatskoj, a i šire, redovito obilježava na način da se i datumski i tematski povezuje sa žrtvama Bleiburške tragedije 1945. godine. Klasić ističe da ovaj spomendan izaziva polemike zbog načina na koji se te žrtve tumače. Iako se u nazivu spomendana žrtve službeno proglašavaju borcima za slobodu i nezavisnost, prema Klasiću, veći dio tih žrtava bio je usko povezan s Nezavisnom Državom Hrvatskom, vjerujući u njezino vodstvo pod poglavnikom Antom Pavelićem te suradnju s Trećim Reichom. Klasić smatra da je takvo obilježavanje protuustavno.

### Ustavna tužba zbog Dana spomena na hrvatske žrtve
Zagrebački ured Svjetskog židovskog kongresa 2020. godine podnio je zahtjev za ocjenu suglasnosti s Ustavom članka 2. stavka 1. točke 6. i stavka 7. Zakona o blagdanima, spomendanima i neradnim danima u Republici Hrvatskoj. U zahtjevu je osporavano obilježavanje Dana spomena na hrvatske žrtve u borbi za slobodu i nezavisnost, koje se prema zakonu obilježava 15. svibnja ili najbliže nedjelje. Predlagatelj je tvrdio da se taj datum zapravo odnosi na događaje 15. svibnja 1945. na Bleiburškom polju, odnosno na predaju snaga NDH, čime bi se, po njihovu mišljenju, državno priznavanje žrtava zapravo odnosilo na poražene pripadnike NDH, a ne na ustavom priznate temelje državnosti, koji počivaju na antifašističkoj borbi i ZAVNOH-u.
Ustavni sud je u srpnju 2024. godine odbio zahtjev kao neosnovan. U odluci se navodi da se u zakonskom tekstu ne spominju ni Bleiburg ni konkretni događaji iz svibnja 1945., te da se spomendan odnosi općenito na hrvatske žrtve za slobodu i nezavisnost kroz povijest, ne dovodeći u pitanje ustavne temelje Republike Hrvatske. Sud je zaključio da je zakonodavac djelovao u okviru svojih ustavnih ovlasti. Izdvojeno mišljenje ustavnog suca Andreja Abramovića upozorilo je, međutim, na moguće simboličko značenje odabranog datuma i njegovu vezu s događajima iz svibnja 1945., navodeći da datum predaje oružanih snaga NDH ne može predstavljati dan spomena na borbu za slobodu i nezavisnost u skladu s Ustavom.

## Povezano
- Spomen-crkva Muke Isusove u Donjem Macelju
- Europski dan sjećanja na žrtve totalitarnih i autoritarnih režima – nacizma, fašizma i komunizma
- Počasni bleiburški vod

## Vanjske poveznice
Mrežna mjesta
- Josip Bozanić, Blajburški vapaj za istinom  Arhivirana inačica izvorne stranice od 23. kolovoza 2021. (Wayback Machine), homilija na Blajburškom polju 13. svibnja 2007., U: Istina u ljubavi, Glas Koncila i Školska knjiga, Zagreb, 2008., ISBN 9789530612563 (str. 11-37)